# Nippon Budokan

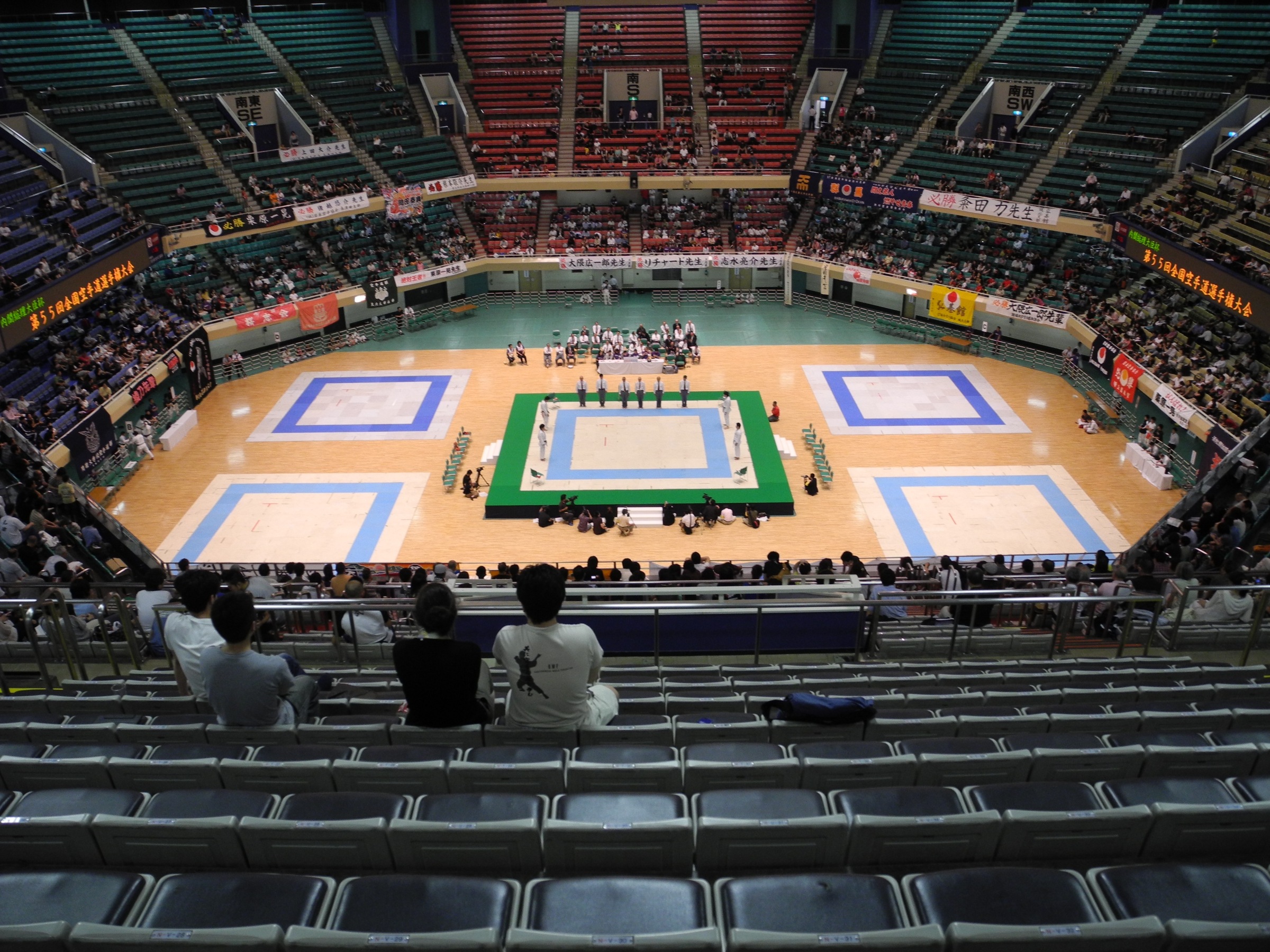
Interiörbild från Nippon Budokan.(Karate)

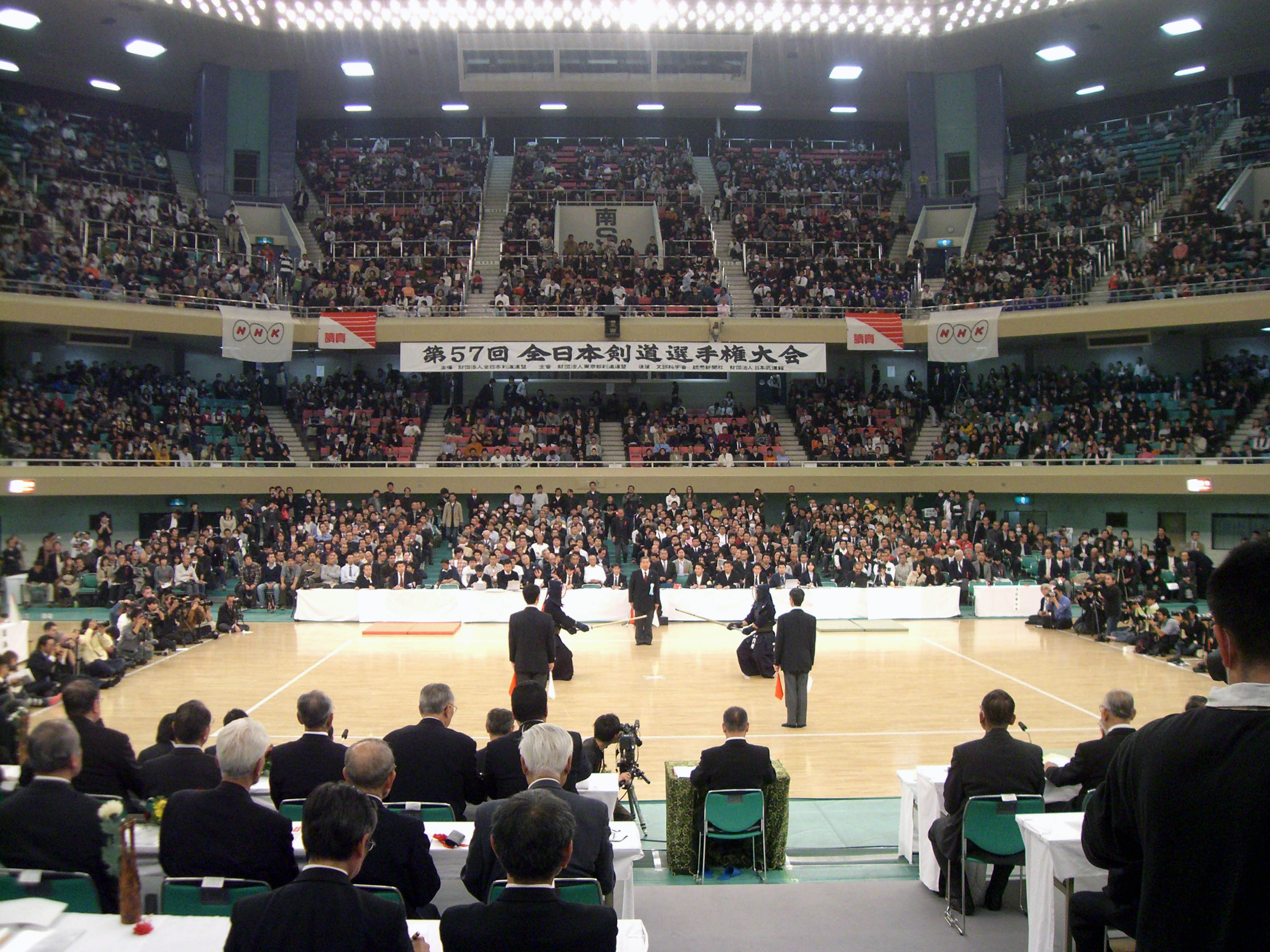
Kendo

Nippon Budokan (japanska: 日本武道館?, Nippon Budōkan) är en idrottsarena som ligger i Kitanomaruparken i Chiyoda i centrala Tokyo, Japan. Den ligger ca två minuters gångväg från Kudanshitas tunnelbanestation och nära Yasukuni Jinja. Den 42 meter höga, åttkantiga arenan har plats för 14 471 åskådare.
Den första rockgruppen som gav konserter i arenan var The Beatles i juni/juli 1966, men de blev kritiserade av folk som inte tyckte att arenan skulle användas till annat än dess främsta syfte som kampsportsarena. Arenan uppmärksammades av den västerländska musikscenen 1978 när Bob Dylan gav ut skivan At Budokan. Efter detta har flera andra artister spelat in skivor där, bland andra Cheap Trick, Michael Schenker Group, Deep Purple, Kiss, Judas Priest, Dream Theater, Ozzy Osbourne, The Smashing Pumpkins och Yellow Magic Orchestra. Den svenska popgruppen Abba:s sista världsturné avslutades i arenan 27 mars 1980. Det var gruppens sista arenaspelning. 
En nationell ceremoni hålls den 15 augusti varje år med premiärministerns och kejsarens medverkan för att sörja de döda under andra världskriget.
Under Olympiska sommarspelen 2020 avgjordes tävlingarna i judo och karate i arenan.